# Växjö–Åseda–Hultsfreds Järnväg
Växjö–Åseda–Hultsfreds Järnväg (VÅHJ) var en järnväg mellan Växjö i Kronobergs län och Hultsfred i Kalmar län. Järnvägen var smalspårig med spårvidden 891 mm.

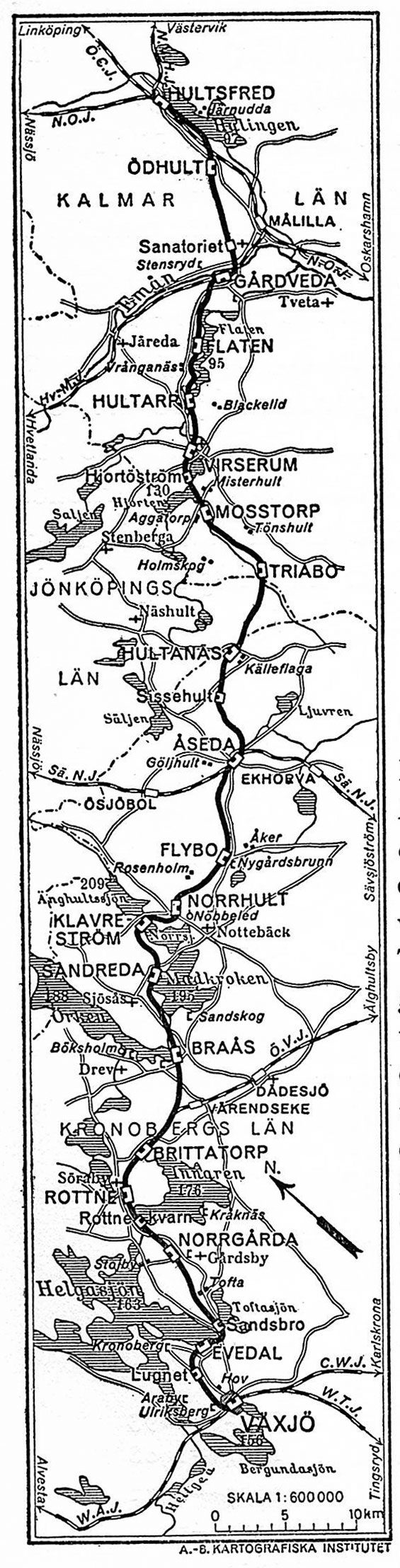
VÅHJ. Karta 1926.

## Historik
Växjö–Åseda–Hultsfreds Järnväg byggdes i flera etapper och hette i följande ordning Växjö–Klavreströms Järnväg (WKJ, klar 1895), Växjö–Klavreström–Åseda Järnväg (VKÅJ, klar 1902) och Växjö–Virserums Järnväg (VVJ, klar 1911).
Växjö–Åseda-Hultsfreds Järnväg öppnades för trafik till Hultsfred 1922. Banan förstatligades 1941. Mellan 1965 och 1986 lades godstrafiken successivt ned, och persontrafiken upphörde 1984. År 1986 såldes järnvägen tillsammans med sträckan Hultsfred–Västervik till det nystartade bolaget Växjö–Hultsfred–Västerviks Järnvägs AB (VHVJ), med undantag för sträckan närmast Växjö, som köptes av Växjö kommun. Efter det att Växjö–Hultsfred–Västerviks Järnväg i december 1992 gått i konkurs, köptes den nordliga sträckan Sandsbro-Hultsfred av Småländska Smalspåret AB (SMAB), som även körde turisttrafik fyra somrar, dock aldrig genomgående på hela sträckan. 
På bandelen Växjö-Sandsbro, som ägdes av Växjö kommun, sades trafikeringstillståndet upp 1996 och i augusti 1997 gick det sista tåget söder om Hultsfred. 
Småländska Smalspåret AB, som även det fått ekonomiska problem, trädde i likvidation 2000. Sträckan Sandsbro-Åseda övertogs därefter av Uppvidinge kommun och hela sträckan Växjö-Åseda revs upp av de två kommunerna 2001.
I december 2005 återupptogs trafik på den södra sträckan Åseda–Virserum. Fram till 2019 var denna sträcka öppen för trafik sommartid genom försorg av Föreningen Smalspåret Växjö-Västervik. Sträckan Virserum–Hultsfred kan fortfarande användas för dressincykling.

## Bildgalleri

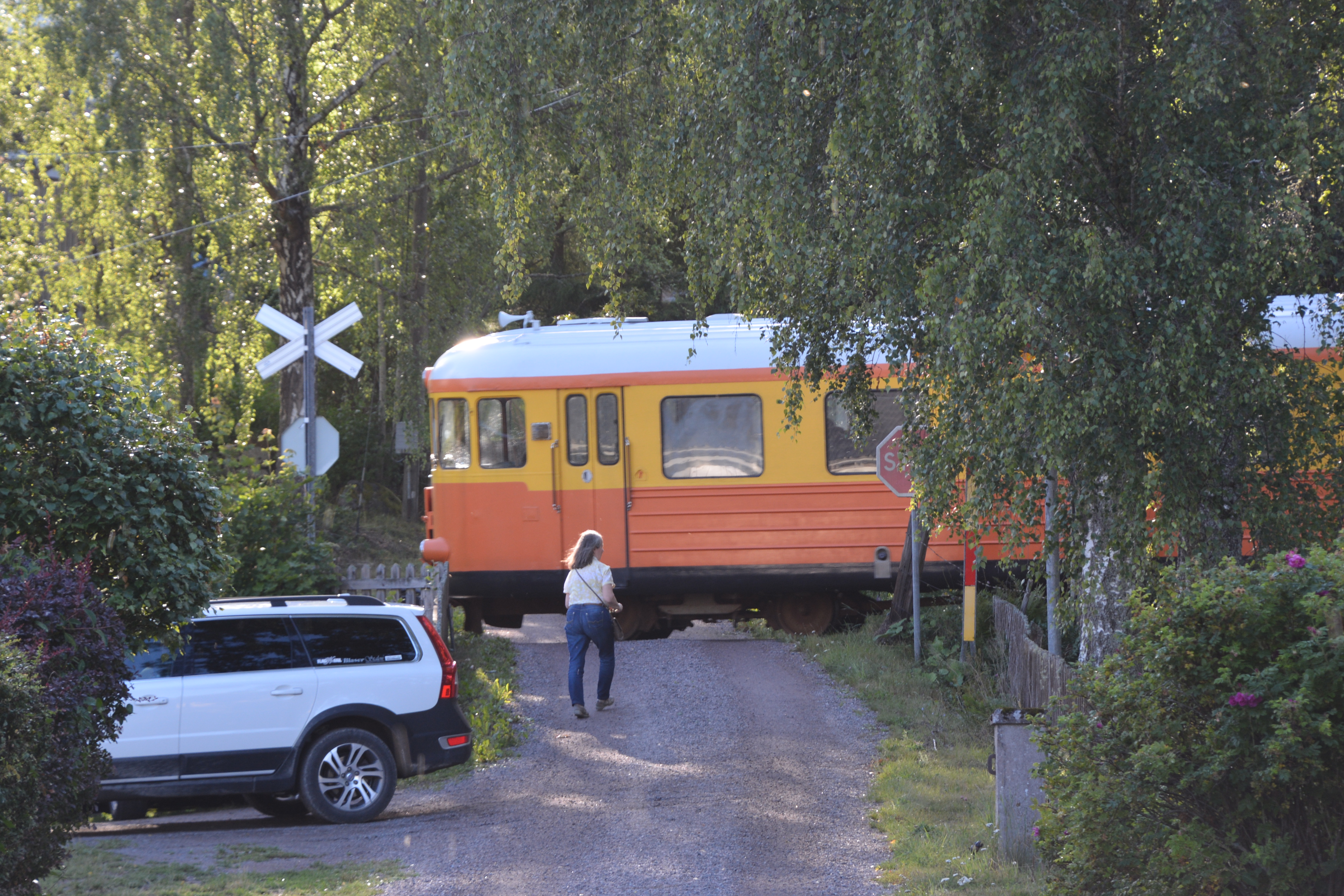
Tåg mot Åseda passerar Hjortöström, sommaren 2017
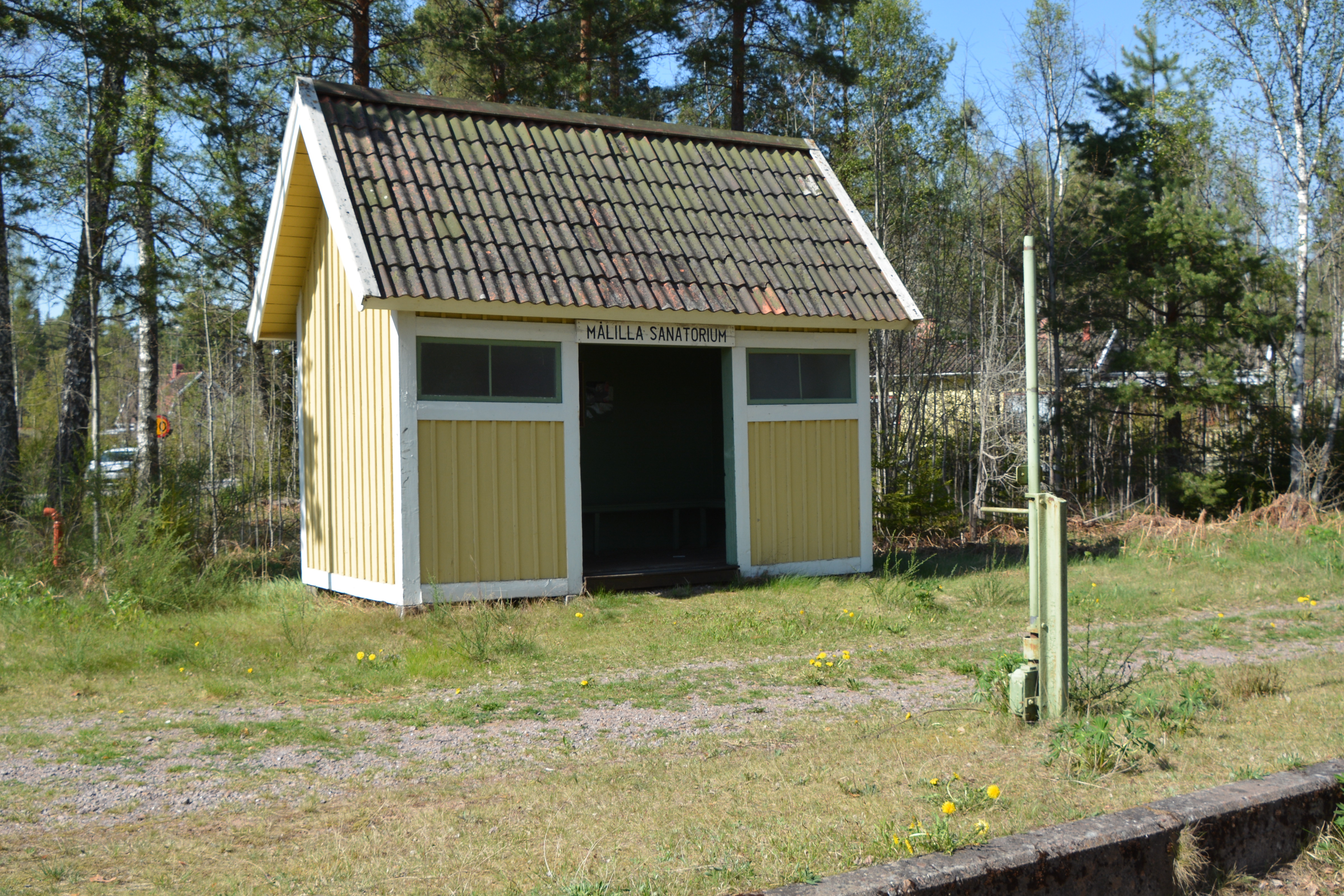
Målilla sanatoriums hållplats
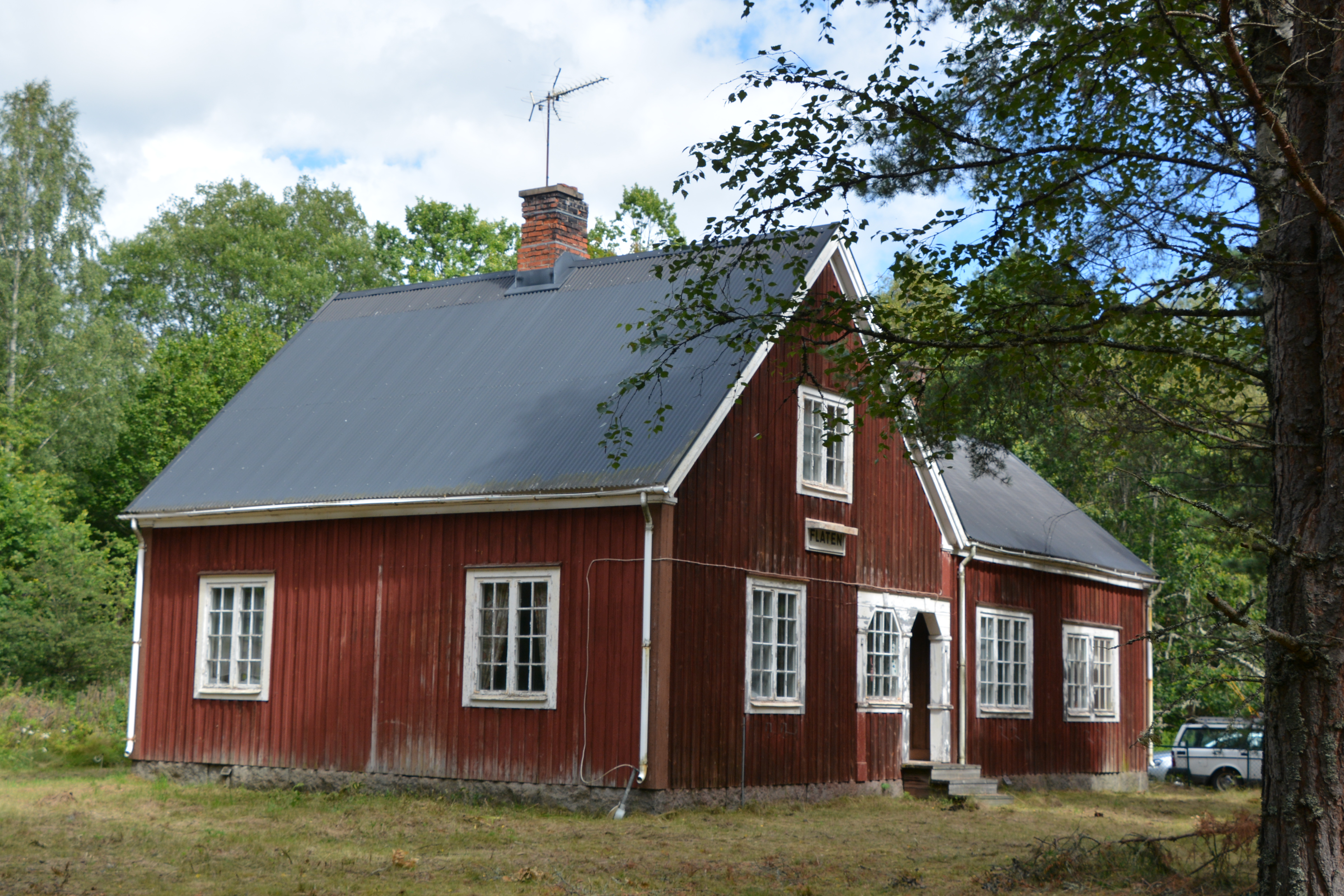
Flatens station
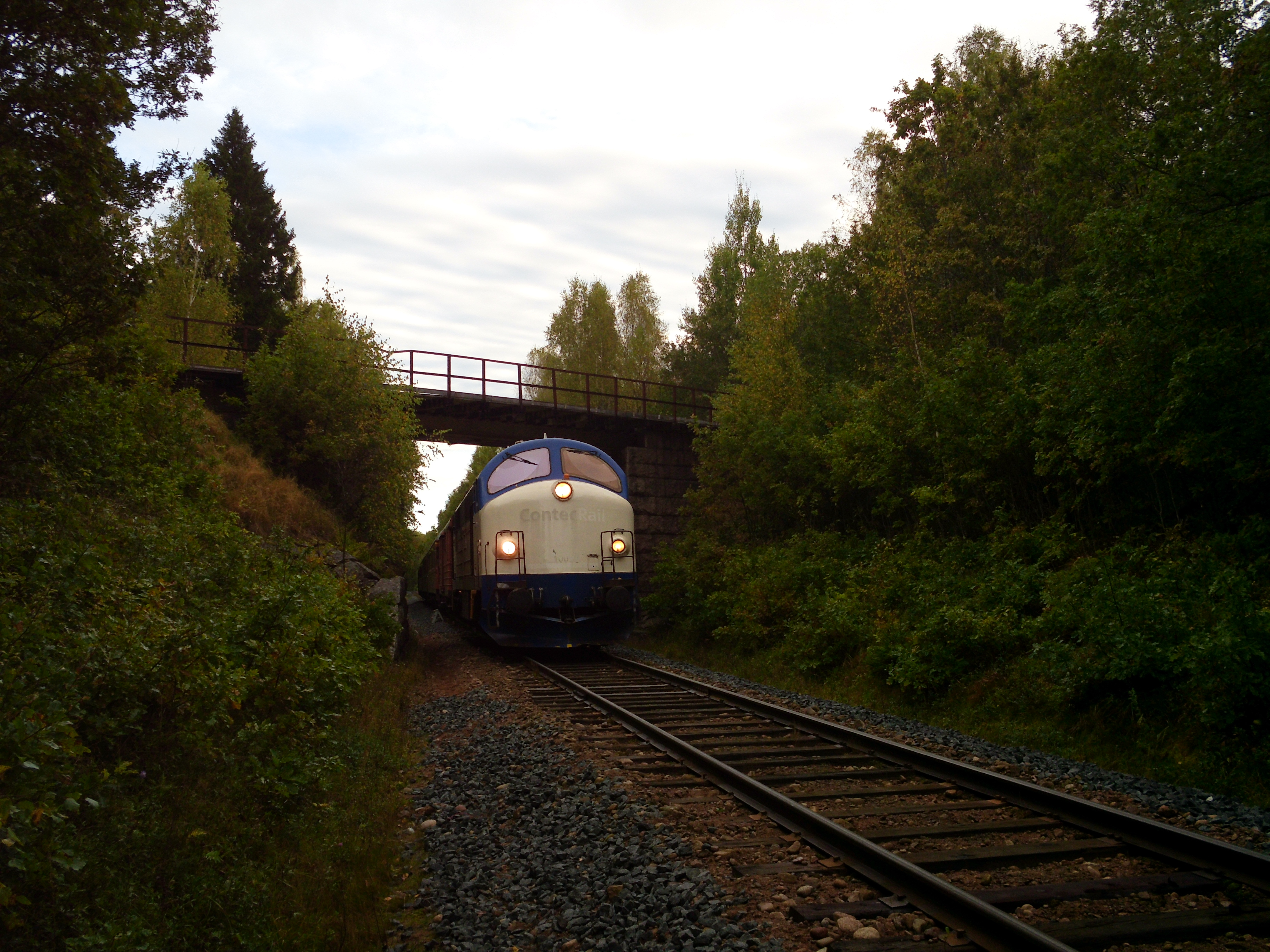
Bro för Växjö–Åseda–Hultsfreds Järnväg över Stångådalsbanan